# Nowa Ruda (województwo lubelskie)
Nowa Ruda – wieś w Polsce położona w województwie lubelskim, w powiecie łukowskim, w gminie Serokomla.
| SIMC    | Nazwa   | Rodzaj    |
| ------- | ------- | --------- |
| 0686368 | Zarzeka | część wsi |

W latach 1975–1998 miejscowość położona była w województwie siedleckim.
Wieś stanowi sołectwo w gminie Serokomla. Według Narodowego Spisu Powszechnego z roku 2011 wieś liczyła 115 mieszkańców.
Wierni Kościoła rzymskokatolickiego należą do parafii św. Stanisława w Serokomli.